# 剑桥大学圣约翰学院

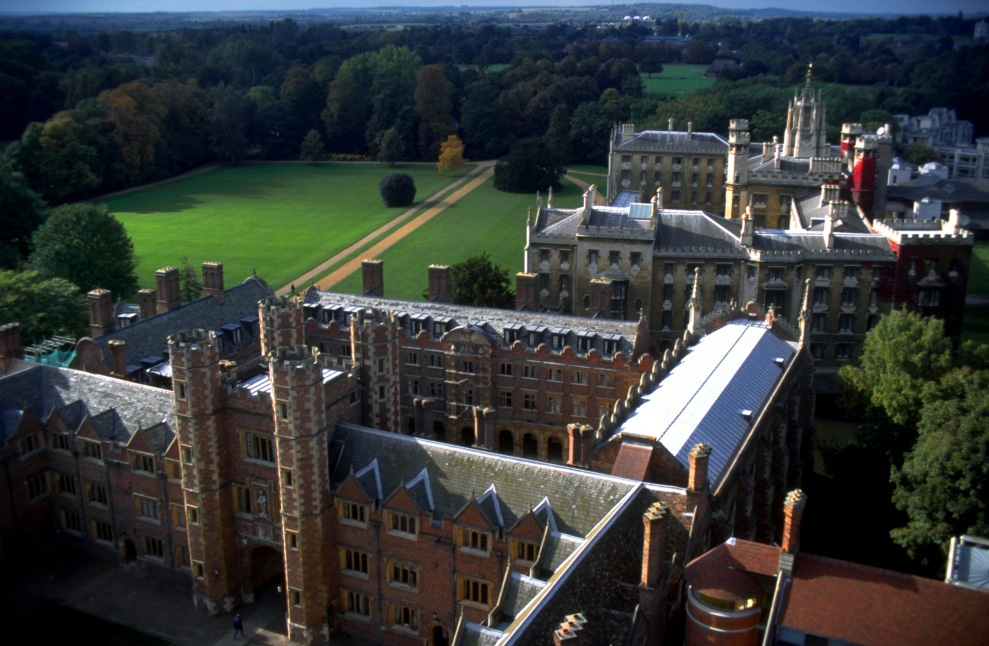
View over the rear buildings of St John's from the Chapel. Visible are second, third and New Court, the Cripps Building, backs and College playing fields.

剑桥大学圣约翰学院（英語：St John's College, Cambridge）是剑桥大学的一所学院。

## 学院历史
圣约翰学院的历史可以追溯到13世纪的圣约翰医院，建造圣约翰医院的想法由罗切斯特主教圣约翰·费舍尔提出，并由玛格丽特夫人作为学院牧师。但是，在学院建造之初，玛格丽特夫人就已病逝，建造学院的大部分工作都由费舍尔完成。他同时得到了英格兰国王亨利八世和主教尤利乌斯二世的批准，伊利主教也同意将这座宗教医院转变为一所学院。
圣约翰学院最终于1511年4月9日正式建立。学院建造的资金来源于玛格丽特夫人的遗产，利用这笔遗产，学院将圣约翰医院的建筑和礼拜堂重新整修和翻新，使之成为一所全新的学院。学院相继建造了一座餐厅和一座门楼作为学院的财政部，学院的门楼每天黄昏的时候关闭，将学院和外界隔离。
在这之后的五百年里，学院的建筑继续向西扩展到剑河两岸，学院现在拥有11座庭院，是牛剑学院中最多的。

## 著名校友
- 威廉·华兹华斯：诗人
- 威廉·威伯福斯（William Wilberforce）：英国议员，废除奴隶制的先驱
- 曼莫汉·辛格：印度总理
- 約翰·弗里德里希·威廉·赫歇爾：天文學家
- 约翰·柯西·亚当斯：数学家，海王星的发现者之一
- 莫里斯·威尔克斯：现代计算机科学的奠基人之一
- 弗雷德里克·桑格：在1958年及1980年兩度獲得諾貝爾化學獎